# Філь Тетяна Володимирівна
Тетя́на Володи́мирівна Фі́ль (нар. 3 грудня 1975, м. Одеса) — українська художниця, майстриня народного мистецтва.

## Біографія
Народилася 3 грудня 1975 року в м. Одеса. Закінчила Вінницький торгово-економічний інститут, після чого працювала економістом у Липовецькій обласній фізіотерапевтичній лікарні відновного лікування.

## Творчість
Інтерес до малювання проявився у дитинстві. Першим наставником став Немировський Михайло Мусійович. З графічних технік з часом перейшла на олійний живопис. Вчителями виступили Панчук Федір Васильович, Свіргун Олександр Федорович. До олійного живопису додались витинанки, керамічні іграшки. Визнання набула, співпрацюючи з Вінницьким обласним центром народної творчості, зокрема, завдяки участі в обласних виставках народної творчості, публікаціям в журналі «Світлиця». Широкому загалу стали відомі її робити «Великдень», «Дівчина підійшла рученьку подала», «Колядники» та ін.